# Culex mimeticus
Culex mimeticus är en tvåvingeart som beskrevs av Noe 1899. Culex mimeticus ingår i släktet Culex och familjen stickmyggor. Inga underarter finns listade i Catalogue of Life.